# Walnut Springs
Walnut Springs – miasto w Stanach Zjednoczonych, w stanie Teksas, w hrabstwie Bosque.